# Инёль-ванху
Инёль-ванху́ (корейский: 인열왕후 한씨; ханча: 仁烈王后 韓氏; 16 августа 1594 — 16 января 1636) — чосонская королева-консорт, первая супруга вана Инджо́. Второй сын от этого брака стал следующим правителем Чосона. Она происходила из семьи Хан, из клана Чхонджу Хан. Личное имя неизвестно, поэтому её называют госпожой Хан (по фамилии отца) или по титулу. Вышла замуж за принца из династии Ли и носила титул «принцесса-консорт Чонсон» (청성군부인, 淸城郡夫人), затем стала королевой с 1623 года до своей смерти в 1636 году. Инъёль — её посмертное имя. Её могила находится в Пхаджу в провинции Кёнгидо.

## Жизнеописание
Госпожа Хан родилась 16 августа 1594 года в клане Чхонджу Хан в семье Хан Джун Гёма и его жены, госпожи Хван из клана Чанвон Хван, и была младшим ребенком из пяти детей. Ее мать умерла через несколько дней после ее рождения, но госпожа Хан родилась и выросла в городе Вонджу, пока не вышла замуж.
В 1610 году, в возрасте 17 лет, она вышла замуж за принца Нынъяна (능양군), в будущем короля Инджо, и была известна как «Принцесса-консорт Чонсон» (청성군부인, 淸城郡夫人). Принцесса Чонсон родила наследного принца Сохёна в 1612 году, великого принца Бонрима (позже известного как король Хёджон) в 1619 году и великого принца Инпхёна в 1622 году.

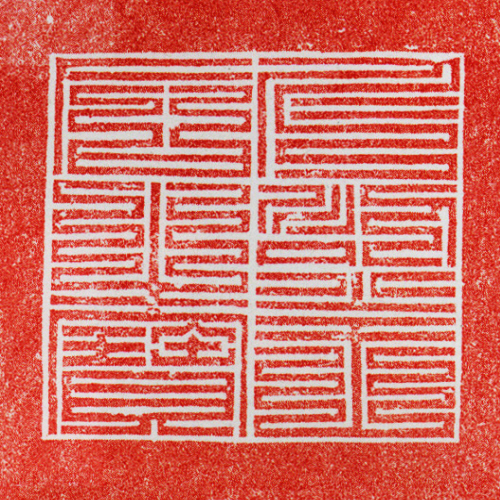
Печать королевы Инёль

24 апреля 1623 года она стала королевой-консортом после восшествия на престол своего мужа. Королева родила четвертого сына, принца Ёнсона, в 1624 году, свою первую дочь в 1626 году и пятого сына в 1629 году, но оба ребенка умерли преждевременно.
12 января 1636 года она родила принца, своего шестого сына, который умер через четыре дня, 16 января 1636 года. В тот же день королева умерла в возрасте 41 года во дворце Чхангён от послеродовой болезни.
Ее муж, король Инджо, хотел дать ей посмертный титул Мёнхон (명헌, 明憲), но советник Ким Сан Хон убедил короля изменить имя на Инёль (인열): «Ин» - доброжелательность (仁) и «Ёль» - опора (烈).

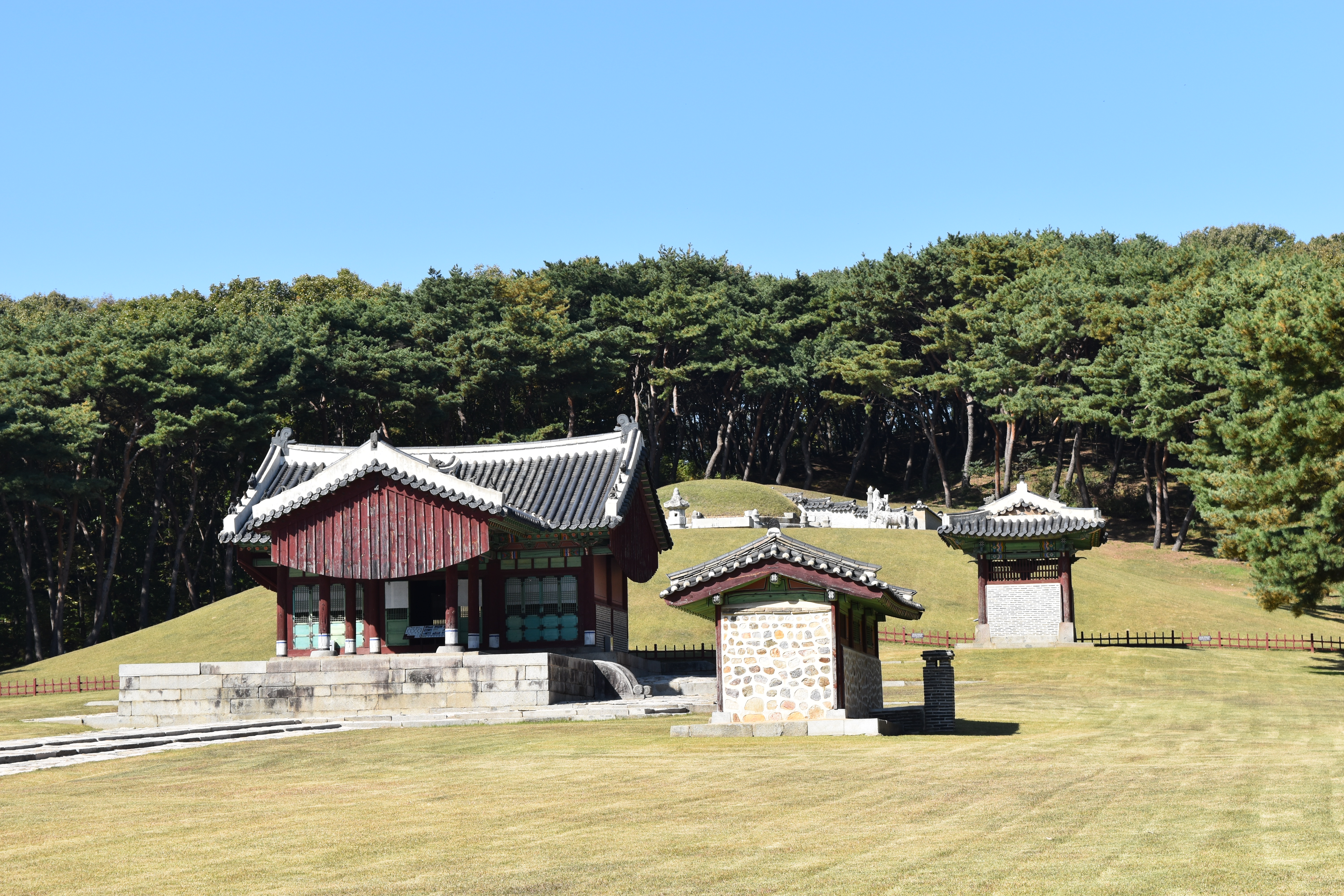
Чаннын, захоронение короля Инджо и королевы Инёль

Король Инджо решил построить собственную гробницу рядом с королевой в Чанныне. После того, как король умер, их сын, король Хёджон, исполнил его желание и похоронил там своего отца. Первоначально Чаннын находился в Унчхон-ри, Паджу, но когда вокруг гробницы начали жить и кишеть змеи и скорпионы, король Ёнджо перенес гробницу в Галхён-ри, Паджу.

## Семья

### Родители
- Отец: Хан Чжун Гём (한준겸, 韓浚謙) (1557 – 1627)
  - Дедушка: Хан Хё Юн (한효윤, 韓孝胤) (1536–1580)
    - Прадед: Хан Ёпиль (한여필, 韓汝弼)
    - Прабабушка: госпожа Ю из клана Мунхва Ю (문화 유씨, 文化 柳氏); дочь Ю Ома (유엄, 柳渰)

  - Бабушка: госпожа Шин из клана Пхёнсан Шин (평산 신씨) (1532–1608); дочь Шин Гона (신건, 申健; 1493–1566) [2]
- Дядя: Хан Пэк Гём (한백겸, 韓百謙) (1552–1615)
  - Кузен: Хан Хын Ир (한흥일, 韓興一) (1587–1651)
  - Кузина: госпожа Хан (한씨)
    - Свояк: Хон Би (홍비, 洪棐)
- Дядя: Хан Чжон Гём (한중겸, 韓重謙) (1555–1579)
- Тетя: госпожа Хан из клана Чхонджу Хан (청주 한씨, 淸州 韓氏)
  - Дядя: Хон Чжок (홍적, 洪迪) из клана Намьян Хон (1549–1591).
- Тетя: госпожа Хан из клана Чхонджу Хан (청주 한씨, 淸州 韓氏)
  - Дядя: Сим Хын (심흔, 沈忻)
- Тетя: госпожа Хан из клана Чхонджу Хан (청주 한씨, 淸州 韓氏)
  - Дядя: Квон Хын (권흔, 權昕)
- Тетя: госпожа Хан из клана Чхонджу Хан (청주 한씨, 淸州 韓氏)
  - Дядя: Со Ён Габ (서용갑, 徐龍甲)
- Тетя: госпожа Хан из клана Чхонджу Хан (청주 한씨, 淸州 韓氏)
  - Дядя: Хван Ю Гиль (황유길, 黃有吉)
- Тетя: госпожа Хан из клана Чхонджу Хан (청주 한씨, 淸州 韓氏); умер до женитьбы (혼인전에 사망)
- Мать: Внутренняя принцесса-консорт Хосан из клана Чанвон Хван (회산부부인 창원 황씨) (1561–1594)
  - Дедушка: Хван Сон (황성, 黃珹)
  - Бабушка: госпожа Йи из клана Убон Йи (우봉 이씨, 牛峰 李氏)

### Братья и сестры
- Старшая сестра: госпожа Хан (한씨)
  - Шурин: И Юн-ён (이윤연, 李幼淵) (1571–1615)
- Старший брат: Хан Хо-иль (한회일, 韓會一) (1580–1642)
  - Невестка: госпожа И из клана Чонджу И (전주 이씨, 全州 李氏)[3]
- Старшая сестра: госпожа Хан (한씨)
  - Шурин: Ё И-цзин (여이징, 呂爾徵) (1588–1656)
    - Приемный племянник: Ё Сон Чже (여성제);[4] сын Ё И Ряна (여이량)
- Старшая сестра: госпожа Хан (정부인 청주 한씨, 貞夫人 淸州 韓氏) (1588–1637)
  - Шурин: Чон Пэк-чан (정백창, 鄭百昌) (1588–1635)
- Старший брат: Хан Со-иль (한소일, 韓昭一) (1591–1608)
  - Невестка: госпожа Ю из клана Чонджу Ю (전주 유씨, 全州 柳氏)
- Младшая сводная сестра: госпожа Хан (한씨)
  - Шурин: И Хван (이환, 李煥)
- Младшая сводная сестра: госпожа Хан (현부인 청주 한씨, 縣夫人 淸州 韓氏) (1612–1637)
  - Шурин: И Се Ван, принц Джинвон (이세완 진원군) (1603–1655) [5]

### Супруг
- Муж: Инджо (7 декабря 1595 — 17 июня 1649) (조선 인조)
  - Свекровь — королева Инхон из клана Нынсон Гу (17 апреля 1578 — 14 января 1626) (인헌왕후 구씨)
  - Свёкор — Вонджон (2 августа 1580 — 29 декабря 1619) (조선 원종)

### Дети
- Сын: Ли Ван, наследный принц Сохён (5 февраля 1612 — 21 мая 1645) (이왕 소현세자)
  - Невестка: Наследная принцесса Минхве из клана Кымчхон Кан (1611 — 30 апреля 1646) (민회빈 강씨)
- Сын: Ли Хо, ван Хёджон (봉림대군; 3 июля 1619 г. — 23 июня 1659 г.)
  - Невестка: королева Инсон из клана Токсу Чан (9 февраля 1619 — 19 марта 1674) (인선왕후 장씨)
- Сын: Ли Ё, великий принц Инпхён (10 декабря 1622 — 13 мая 1658) (이요 인평대군)
  - Невестка: принцесса-консорт Бокчхон из клана Тонбок О (22 апреля 1622 — 6 августа 1658) (복천부부인 동복 오씨)
- Сын: Ли Гон, великий принц Ёнсон (24 октября 1624 — 22 декабря 1629) (이곤 용성대군)
- безымянная дочь (1626 г., умерла во младенчестве)
- безымянный сын (1629 г., умер во младенчестве)
- безымянный сын (12 января 1635 — 16 января 1635)

## В искусстве
Образ королевы Инъёль сыграли корейские актрисы:
- Со Урим в телесериале KBS1 1981 года «Дэмён».
- Ким Доён в сериале MBC 1986—1987 гг. «Крепость Намхансансон».
- Ли Сынха в сериале MBC 2015 года «Великолепная политика»